# Institut français de la mode
El Institut français de la mode es una universidad privada de investigación, especializada en arte y diseño, ubicada en París.
El Presidente es Pierre Bergé, cofundador de la marca Yves Saint Laurent. Es una de las mejores escuelas de moda del mundo.